# Campeonato Mundial de Atletismo de 2017 - 20 km marcha atlética feminina
A competição da marcha atlética feminina 20 km no Campeonato Mundial de Atletismo de 2017 foi realizada nas ruas de Londres no dia 13 de agosto.Yang Jiayu da China levou a medalha de ouro. 

## Recordes
Antes da competição, os recordes eram os seguintes:
| Recorde mundial                               | Liu Hong (CHN)                 | 1:24:38 | Corunha, Espanha      | 6 de junho de 2015      |
| Recorde do campeonato                         | Olimpiada Ivanova (RUS)        | 1:25:41 | Helsínquia, Finlândia | 7 de agosto de 2005     |
| Recorde do ano                                | Elena Lashmanova (RUS)         | 1:25:18 | Sochi, Rússia         | 18 de fevereiro de 2017 |
| Recorde da África                             | Grace Wanjiru Njue (KEN)       | 1:30:43 | Durban, África do Sul | 26 de junho de 2016     |
| Recorde da Ásia                               | Liu Hong (CHN)                 | 1:24:38 | Corunha, Espanha      | 6 de junho de 2015      |
| Recorde da América do Norte, Central e Caribe | María Guadalupe González (MEX) | 1:26:17 | Roma, Itália          | 7 de maio de 2016       |
| Recorde da América do Sul                     | Erica de Sena (BRA)            | 1:27:18 | Roma, Itália          | 7 de maio de 2016       |
| Recorde da Europa                             | Elena Lashmanova (RUS)         | 1:24:59 | Cheboksary, Rússia    | 25 de junho de 2016     |
| Recorde da Oceania                            | Jane Saville (AUS)             | 1:27:44 | Naumburg, Alemanha    | 2 de maio de 2004       |

Os seguintes recordes foram estabelecidos durante esta competição: 
| Recorde        | Tempo   | Atleta        | Nacionalidade | Data                 |
| -------------- | ------- | ------------- | ------------- | -------------------- |
| América do Sul | 1:26:59 | Érica de Sena | Brasil        | 13 de agosto de 2017 |

## Medalhistas
| Ouro             | Prata                          | Bronze                    |
| Yang Jiayu (CHN) | María Guadalupe González (MEX) | Antonella Palmisano (ITA) |

## Tempo de qualificação
| Tempo de qualificação |
| --------------------- |
| 1:36:00               |

## Calendário
| Data                 | Horário | Fase  |
| -------------------- | ------- | ----- |
| 13 de agosto de 2017 | 12:21   | Final |

Todos os horários estão no horário local (UTC+1)

## Resultado final
A final da prova ocorreu dia 13 de agosto às 14:19. 
| Pos.              | Nome                       | Nacionalidade               | Tempo   | Notas                 |
| ----------------- | -------------------------- | --------------------------- | ------- | --------------------- |
| Medalha de ouro   | Yang Jiayu                 | China                       | 1:26:18 | Recorde pessoal       |
| Medalha de prata  | María Guadalupe González   | México                      | 1:26:19 | Recorde da temporada  |
| Medalha de bronze | Antonella Palmisano        | Itália                      | 1:26:36 | Recorde pessoal       |
| 4                 | Érica de Sena              | Brasil                      | 1:26:59 | Recorde sul-americano |
| 5                 | Sandra Arenas              | Colômbia                    | 1:28:10 | Recorde nacional      |
| 6                 | Ana Cabecinha              | Portugal                    | 1:28:57 | Recorde da temporada  |
| 7                 | Kimberly García            | Peru                        | 1:29:13 | Recorde nacional      |
| 8                 | Wang Na                    | China                       | 1:29:26 |                       |
| 9                 | Laura García-Caro          | Espanha                     | 1:29:29 | Recorde pessoal       |
| 10                | María Pérez                | Espanha                     | 1:29:37 | Recorde pessoal       |
| 11                | Mirna Ortiz                | Guatemala                   | 1:30:01 | Recorde da temporada  |
| 12                | Viktória Madarász          | Hungria                     | 1:30:05 | Recorde nacional      |
| 13                | Paola Pérez                | Equador                     | 1:30:09 |                       |
| 14                | Eleonora Giorgi            | Itália                      | 1:30:34 | Recorde da temporada  |
| 15                | Valentina Trapletti        | Itália                      | 1:30:35 | Recorde pessoal       |
| 16                | Brigita Virbalytė-Dimšienė | Lituânia                    | 1:30:45 | Recorde da temporada  |
| 17                | Sandra Galvis              | Colômbia                    | 1:31:13 |                       |
| 18                | Kumiko Okada               | Japão                       | 1:31:19 |                       |
| 19                | Živilė Vaiciukevičiūtė     | Lituânia                    | 1:31:23 | Recorde pessoal       |
| 20                | Inna Kashyna               | Ucrânia                     | 1:31:24 |                       |
| 21                | Ainhoa Pinedo              | Espanha                     | 1:31:28 |                       |
| 22                | Regan Lamble               | Austrália                   | 1:31:30 |                       |
| 23                | Ángela Castro              | Bolívia                     | 1:31:34 | Recorde da temporada  |
| 24                | Antigoni Drisbioti         | Grécia                      | 1:32:03 | Recorde da temporada  |
| 25                | Maria Michta-Coffey        | Estados Unidos              | 1:32:14 | Recorde da temporada  |
| 26                | Nastassia Yatsevich        | Bielorrússia                | 1:32:22 | Recorde da temporada  |
| 27                | Barbara Kovács             | Hungria                     | 1:32:44 | Recorde pessoal       |
| 28                | Maritza Guaman             | Equador                     | 1:33:06 |                       |
| 29                | Bethan Davies              | Grã-Bretanha                | 1:33:10 |                       |
| 30                | Jeon Yeong-eun             | Coreia do Sul               | 1:33:29 | Recorde da temporada  |
| 31                | Andreea Arsine             | Roménia                     | 1:33:46 | Recorde pessoal       |
| 32                | Valentyna Myronchuk        | Ucrânia                     | 1:33:59 | Recorde pessoal       |
| 33                | Miranda Melville           | Estados Unidos              | 1:34:47 |                       |
| 34                | Ana Veronica Rodean        | Roménia                     | 1:34:50 | Recorde da temporada  |
| 35                | Ching Siu-nga              | Hong Kong                   | 1:35:04 | Recorde nacional      |
| 36                | Mária Czaková              | Eslováquia                  | 1:35:11 |                       |
| 37                | Grace Wanjiru              | Quênia                      | 1:35:22 |                       |
| 38                | Beki Smith                 | Austrália                   | 1:35:31 |                       |
| 39                | Chahinez Nasri             | Tunísia                     | 1:35:45 |                       |
| 40                | Gemma Bridge               | Grã-Bretanha                | 1:36:04 |                       |
| 41                | Johana Ordóñez             | Equador                     | 1:36:27 |                       |
| 42                | Khushbir Kaur              | Índia                       | 1:36:41 |                       |
| 43                | Claire Tallent             | Austrália                   | 1:37:05 | Recorde da temporada  |
| 44                | Yehualeye Beletew          | Etiópia                     | 1:37:55 |                       |
| 45                | Monika Vaiciukevičiūtė     | Lituânia                    | 1:38:08 |                       |
| 46                | Milangela Rosales          | Venezuela                   | 1:38:08 |                       |
| 47                | Diana Aydosova             | Cazaquistão                 | 1:38:16 | Recorde da temporada  |
| 48                | Lee Da-seul                | Coreia do Sul               | 1:38:54 |                       |
| 49                | Laura Polli                | Suíça                       | 1:39:05 | Recorde da temporada  |
| 50                | Polina Repina              | Cazaquistão                 | 1:39:56 |                       |
| 51                | Rita Récsei                | Hungria                     | 1:40:56 |                       |
| 52                | Regina Rykova              | Cazaquistão                 | 1:41:59 |                       |
| 53                | Anežka Drahotová           | Chéquia                     | DNF     |                       |
| 53                | Despina Zapounidou         | Grécia                      | DNF     |                       |
| 54                | Klavdiya Afanasyeva        | Atletas Neutros Autorizados | DSQ     | 230.6(a)              |
| 54                | Nadiya Borovska            | Ucrânia                     | DSQ     | 230.6(a)              |
| 54                | Yeseida Carrillo           | Colômbia                    | DSQ     | 230.6(a)              |
| 54                | Lü Xiuzhi                  | China                       | DSQ     | 230.6(a)              |
| 54                | Agnese Pastare             | Letônia                     | DSQ     | 230.6(a)              |
| 54                | María Guadalupe Sánchez    | México                      | DSQ     | 230.6(a)              |
| 55                | Askale Tiksa               | Etiópia                     | DNS     |                       |

Legenda
| Recorde mundial       | Recorde mundial (World record)               |                       | Recorde africano                      | Recorde africano (African) |                                           | Q | Classificado por posição (Qualified) |
| Recorde do campeonato | Recorde do campeonato (Championship record)  | Recorde da América    | Recorde da América (Americas)         | q                          | Classificado por melhor tempo (Qualified) |   |                                      |
| Melhor marca do ano   | Melhor marca do ano (World leading)          | Recorde asiático      | Recorde asiático (Asian)              | DNS                        | Não largou (Did not start)                |   |                                      |
| Recorde nacional      | Recorde nacional (National record)           | Recorde europeu       | Recorde europeu (European)            | DNF                        | Não terminou (Did not finish)             |   |                                      |
| Recorde pessoal       | Recorde pessoal do atleta (Personal best)    | Recorde da Oceania    | Recorde da Oceania (Oceania)          | DSQ / DQ                   | Desclassificado (Disqualified)            |   |                                      |
| Recorde da temporada  | Recorde da temporada do atleta (Season best) | Recorde sul-americano | Recorde sul-americano (South America) | NM                         | Sem marca (No mark)                       |   |                                      |